# 加弗納斯克拉布 (北卡羅萊納州)
加弗納斯克拉布（英語：Governors Club）是位於美國北卡羅萊納州查塔姆縣的普查規定居民點。

## 人口
根據2020年美國人口普查的數據，加弗納斯克拉布的面積為6.10平方千米，皆為陸地。當地共有人口1969人，而人口密度為每平方千米322.79人。